# Fábio Simplício
Fábio Henrique Simplício (* 23. September 1979 in São Paulo) ist ein ehemaliger brasilianischer Fußballspieler, er spielte auf der Position eines offensiven Mittelfeldspielers.

## Karriere

### Verein
Fábio Simplício startete seine Karriere beim FC São Paulo. Hier kam er auf Anhieb regelmäßig zum Einsatz und überzeugte durch gute Leistungen. Zur Saison 2004/05 wechselte Simplício zum FC Parma in die Serie A, wo er meist der Stammformation angehörte. Im Sommer 2006 wechselte er zur US Palermo und zählte seither zu den Stammspielern.
Im Sommer 2010 unterzeichnete er einen auf drei Jahre befristeten Vertrag beim AS Rom. Nach eher durchwachsenen Einsatzzeiten wechselte er ablösefrei 2012 in die japanische J-League zu Cerezo Osaka, wo er auch regelmäßig spielte. 2014 spielte der Brasilianer bei Vissel Kobe – einem weiteren Verein in der japanischen J-League. Nach Abschluss der Saison im Dezember 2014 kehrte er in seine Heimat zurück.
Für die Austragung der Série A2 der Staatsmeisterschaft von São Paulo 2016 ließ er sich nochmal vom Batatais FC verpflichten. Danach beendete er seine aktive Laufbahn.

### Nationalmannschaft
Am 17. November 2009 gab er sein Länderspieldebüt gegen den Oman. Dieses war sein einziges Spiel für die Auswahl Brasiliens.

## Erfolge
São Paulo
- Staatsmeisterschaft von São Paulo: 2000, 2002
- Torneio Rio-São Paulo: 2001